# Квеселевич, Дмитрий Иванович
Квеселевич Дмитрий Иванович (16 мая 1935, Житомир — 22 февраля 2003, Житомир) — советский переводчик, лексикограф, доктор филологических наук, профессор; автор девяти словарей русского языка, двух монографий и более 100 научных статей по языкознанию.

## Биография
Ранние годы
Родился 16 мая 1935 года в городе Житомир. Отец работал преподавателем английского языка в средней школе № 23 и одновременно преподавал английский и немецкий в Житомирском сельскохозяйственном институте, где также работала техническим секретарем его мать. Первым учителем Дмитрия был его отец, а после изгнания гитлеровцев из Житомира будущий переводчик пошел сразу учиться до третьего класса школы № 8. В автобиографии Д. Квеселевич писал: «За первые два класса меня подготовил дома отец». Учился также в средней школе № 25, которую окончил с отличием в 1952 году. Дмитрий Иванович вступил в комсомол, любил русский и английский языки и литературу, имел талант к рисованию.
Высшее образование
Впоследствии поступил на факультет иностранных языков в Житомире. За успехи в учебе ему была назначена Сталинская стипендия. Важную роль в становлении Квеселевича как лингвиста сыграла В. Б. Пивненко, которая отправила его работу профессору Б. А. Ильишу в Ленинград. Работа получила положительный отзыв. В институте Квеселевич стал членом Коммунистической партии, окончил институт с отличием.
Профессия учителя и переводчика
В 1956 году уехал в г. Коростышев, где работал учителем английского языка в средней школе № 2. В 1956 возглавил лекторскую группу обкома ЛКСМ Украины, а уже в июне за командировкой Генерального Штаба вооруженных сил СССР отправился в Ирак, где работал переводчиком в Багдаде в составе военной миссии. За выполненную работу Квеселевич получил благодарность в приказе Министра Вооруженных Сил СССР маршала Г. Я. Малиновского.

## Личная жизнь
Настоящим другом, верным соратником всю жизнь была для Дмитрия Ивановича его жена Валентина Петровна Сасина, которая после окончания Первого Ленинградского института иностранных языков неизменно работает на факультете. У супругов четыре дочери и сына. Старшая дочь Анна Дмитриевна пошла дорогой родителей. В настоящее время работает заместителем директора по научной и учебно-методической работы Обособленного подразделения Европейского университета в г. Житомире. Оксана Дмитриевна также выбрала профессию родителей. Самая маленькая из дочерей Ольга Дмитриевна все время живет вместе с родителями, заботится о них и о своем сыне. Любимцем в семье всегда был и остается сын Костя. Он ходит в плавание, живет среди морской стихии, дослужился до первого помощника капитана.

## Достижения
6 октября 1976 года в Киеве Институт языкознания имени А. А. Потебни защищает диссертацию на соискание учёной степени кандидата филологических наук. 15 августа 1986 года Квеселевичу был присужден учёная степень доктора филологических наук. 26 апреля 1989 года Высшая аттестационная комиссия СССР присвоила Дмитрию Ивановичу ученое звание профессора. В 1992 году возглавил кафедру английской филологии. В этом же году за многолетний и добросовестный труд был награжден медалью «Ветеран труда». В 1995 году на факультете иностранных языков была начата подготовка специалистов по дополнительной специальности «Перевод». В 1999 году по случаю юбилея Житомирского педагогического университета Д. Квеселевич был награжден медалью «Отличник народного образования», в этом же году Американский биографический институт признал его Человеком года за выдающиеся успехи в исследовании проблем лексикографии.

## Памяти
Умер 22 февраля 2003 года, похоронен в Житомире на Русском кладбище рядом с родителями. В помещении Института иностранной филологии ЖГУ имени Ивана Франко Д. Квеселевичу установлена мемориальная доска.

## Творчество
В августе 1961 года был зачислен на должность преподавателя кафедры английского языка факультета иностранных языков. Работая на факультете, начал лексикографическую работу. В 1998 году в издательстве «Русский язык» вышел из печати русско-английский фразеологический словарь (семь тысяч фразеологических единиц и более девяти тысяч примеров контекстуального перевода). Над этим словарем Квеселевич работал около 20 лет. В 1975 году вышел из печати пособие для студентов-иностранцев «700 Russian idioms and set Phrases».
- «Интеграция словосочетания в современном английском языке». (1983; Киев)
- «Русско-английский словарь междометий и релятивов» (1990, в соавт.; Москва)
- «Русско-английский фразеологический словарь» (1998; Москва)
- «Русско-английский словарь междометий» (2001, соавт.; Москва)
- «Современный русско-английский фразеологический словарь» (2002, соавт.; Москва)
- «Толковый словарь ненормативной лексики русского языка» (2003; Москва)
- «Англо-русский словарь устойчивых словосочетаний»
- «Самый полный словарь ненормативной лексики»
- «Английский язык. Все, что может пригодится»